# Wassertorstraße 19 (Quedlinburg)

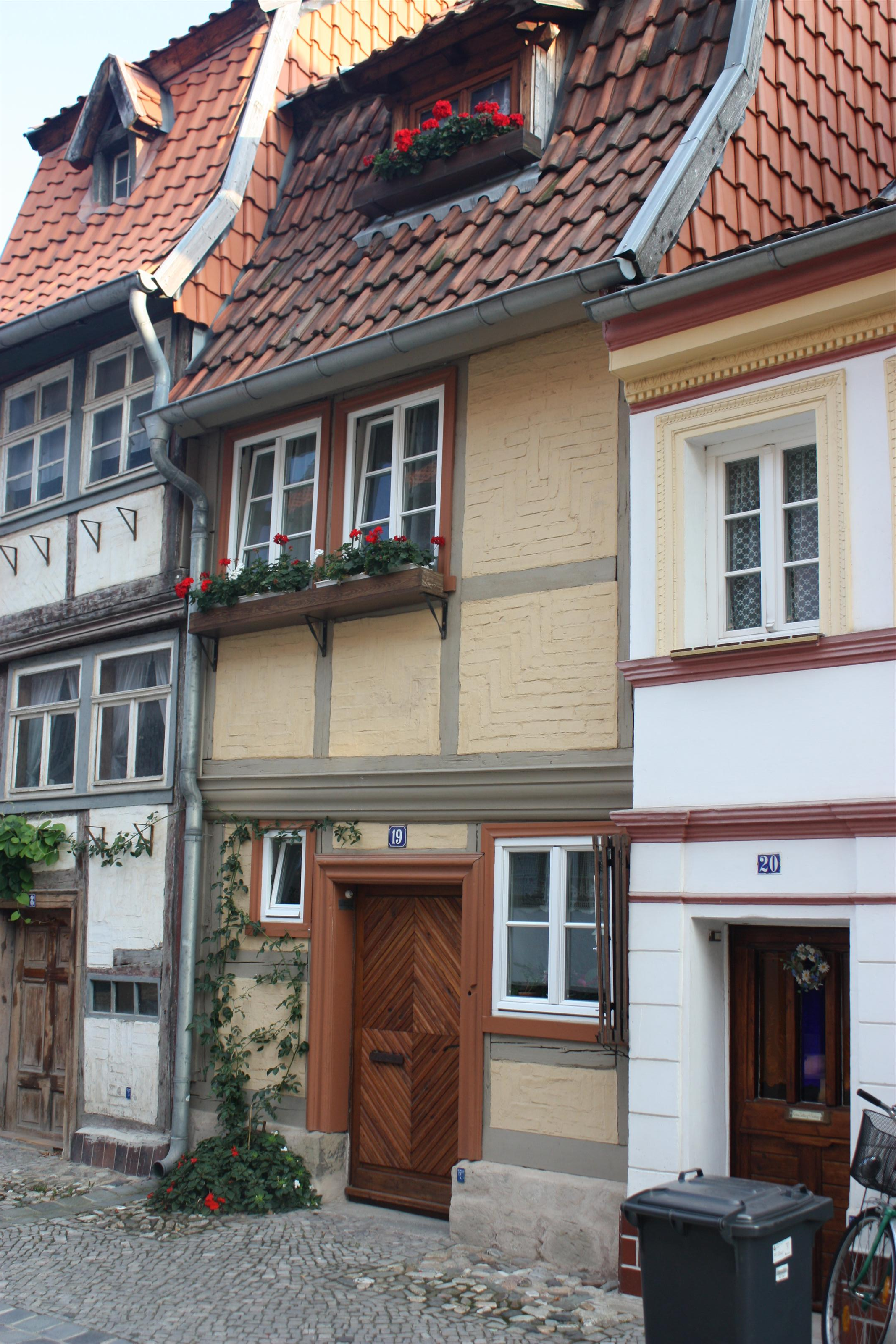
Haus Wassertorstraße 19

Das Haus Wassertorstraße 19 ist ein denkmalgeschütztes Gebäude in der Stadt Quedlinburg in Sachsen-Anhalt.

## Lage
Das Gebäude befindet sich an der Südseite des Quedlinburger Schloßberges im Stadtteil Westendorf. Es ist im Quedlinburger Denkmalverzeichnis als Wohnhaus eingetragen und gehört zum UNESCO-Weltkulturerbe.

## Architektur und Geschichte
Der kleine durch ein im Verhältnis zum Haus selbst großes Mansarddach geprägtes Fachwerkhaus entstand in der Zeit um 1740. Die Gefache des zweigeschossigen Gebäudes sind mit Zierausmauerungen versehen. Auf der straßenabgewandten Südseite des Hauses erstreckt sich ein Hanggarten hinunter zum Lauf des Mühlgrabens.